# Tresna
Tresna (staropol. Trześnia) – wieś w Polsce, położona w województwie śląskim, w powiecie żywieckim, w gminie Czernichów, położona w dolinie rzeki Soły, w Beskidzie Małym. Powierzchnia sołectwa wynosi 734 ha, a liczba ludności 762, co daje gęstość zaludnienia równą 103,8 os./km².
Siedziba Urzędu Gminy Czernichów, ośrodek wypoczynkowy i rekreacyjny.

## Odległości
- Bielsko-Biała – 17 km
- Żywiec – 3 km

## Etymologia nazwy
Wedle zapisków poczynionych przez Andrzeja Komonieckiego, autora „Dziejopisu Żywieckiego”, nazwa wsi pochodzi od pobliskiej góry, którą nazwano „…iż tam kamienie na wieże kopiąc i łamiąc, ta góra trefna na wszystko była i trzeszczała, waląc kamienie z gajami aż do wody Soły…”. Jan Nepomucen Gątkowski w książce Rys dziejów księstwa oświęcimskiego i zatorskiego wydanej we Lwowie w 1867 roku notuje staropolską nazwę Trześnia. W roku 1892 nazwę Trześnia wymienia Słownik geograficzny Królestwa Polskiego i innych krajów słowiańskich, Tom XII.
Alternatywną nazwą wsi w dawnych czasach była Trefna.

## Historia

### Początki wsi
Historycznie miejscowość jest częścią Księstwa oświęcimskiego. W 1564 roku wraz z całym księstwem oświęcimskim i zatorskim leżała w granicach Korony Królestwa Polskiego, znajdowała się w województwie krakowskim w powiecie śląskim. Po unii lubelskiej w 1569 księstwo Oświęcimia i Zatora stało się częścią Rzeczypospolitej Obojga Narodów w granicach, której pozostawało do I rozbioru Polski w 1772. Po rozbiorach Polski miejscowość znalazła się w zaborze austriackim i leżała w granicach Austrii, wchodząc w skład Królestwa Galicji i Lodomerii.
Po raz pierwszy wieś Tresna pojawia się w zapiskach z 1626 roku, kiedy królowa Konstancja określała uposażenie parafii w swoich dobrach. Do powstania wsi przyczynił się zapewne ówczesny właściciel dóbr żywieckich, Mikołaj Komorowski (1578–1633), który osiedlał pasterzy wołoskich w swoich dobrach i zakładał folwarki pańszczyźniane, których produkty były przeznaczane na eksport.
„Inwentarz dóbr żywieckich z XVIII w.” określa Tresną, jako wieś przynależącą do tzw. „klucza staro żywieckiego”. Andrzej Komoniecki opisuje wieś jako zarębną, w której było 27 zarębków. Opracowanie p.Józefa Pszczółki, zamieszczone w „Nad Sołą i Koszarawą” przytacza dodatkowe informacje:

Zarębnicy w ilości 56, siedzieli na półzarębkach, posiadali po dwa konie, odrabiali pańszczyznę po 1 dniu pieszym i po 2 dni powabne (na wezwanie), dawali po 1 kurze, przędli za pieniądze po 6 łokci oprawy, a niektórzy płacili po 6 zł przynajmowego

Pozyskane drewno spławiano Sołą, a potem Wisłą aż pod Kraków, do przystani zwierzynieckiej. Półrola miała obowiązek spławiać 5 drzew, natomiast cała rola 10. W XVII wieku Tresna znana była przede wszystkim ze względu na wspomnianą już górę o tej samej nazwie. Sam Andrzej Komoniecki zapisał „Tresna się szczyci wielce swą górą wesołą”. „Dziejopis Żywiecki” przytacza również dość ciekawą, acz tragiczną sytuację z 1694 roku:

ksiądz Tomasz Mamuchowic jadąc z Tresnej wsi od niejakiego Drawnego na koniu, trochę podpity samym śmierchem w Sole się rzece utknął i spadłszy z konia utonył…

Wiosną 1710 roku doszło natomiast do dziwnego zdarzenia na górze Tresnej, gdzie

na miejscu nazwanym Przegib pole dziwnym sposobem ziemia się rozwarła w szerokości na łokieć, a w długości na jedno stajanie, na równym prawie i ornym polu, dosyć głębokim. Czemu się dziwowano, na co się to stało…

Okolice Tresnej, jak i sama wieś często była zagrożona powodzią, której problem tak drastycznie zakończono trzy wieki później. W kronikach istnieją zapisy dotyczące ulewy, która 29 czerwca 1721 roku nadciągnęła nad górę, wezbrała potoki i dokonała spustoszenia w niżej położonym Zarzeczu.

### Okres rozbiorów
Po pierwszym rozbiorze Polski z 1772 roku cała Żywiecczyzna, jak również należąca do niej Tresna przypadła w posiadanie monarchii Habsburgów, którzy przeprowadzali w swym państwie liczne reformy włościańskie. Już w 1782 roku wydano cesarski patent zamieniający pańszczyznę na czynsz, 2 lata później wprowadzono urząd sołtysa. W tym okresie w Tresnej, jak i w całej Galicji nastąpił tzw. „głód ziemi” z racji rodzinnych podziałów włości. Jak pisze p. Józef Pszczółka:

Nowe tereny pod uprawę pozyskiwano poprzez wypalanie, lub osuszanie lasu metodą odkorowywania pni drzew (tzw. cerklowanie). Świadczą o tym nazwy polan „cerchle” lub „cyrle”. Drzewa karczowano, ziemię przekopywano tworząc przyrobiska, a wydobyte kamienie układano na „grudy” niekiedy nazywane „kupaskolami”, co dotychczas można zaobserwować na terenie wsi…

W dalszym ciągu główny dochód wsi stanowił spław drewna wzdłuż Soły. Mieszkańcy sami budowali swe chałupy z belek jodłowych i świerkowych, układanych na zrąb z dwuspadowym, pokrywanym gontem dachem. W typowej chałupie tego okresu znajdowała się jedna izba, bez komina. W kwietniu 1848 roku mocą patentu cesarskiego zniesiono poddaństwo chłopów, dzięki czemu uzyskali oni prawo własności ziemi. W okresie I wojny światowej wielu mężczyzn z Tresnej zostało powołanych do wojska austriackiego. Niestety, część z nich nigdy nie wróciła do swoich domów.
W 1910 roku nastąpiło jedno z najważniejszych wydarzeń w historii wsi, a mianowicie zapoczątkowanie szkolnictwa. 4 lutego 1910 roku C. K. Rada Szkolna Okręgowa w Żywcu mianowała panią Helenę Sokołowską na nauczycielkę w jednoklasowej szkole, której siedziba znajdowała się jednej z izb domu mieszkalnego w przysiółku Syptowie (na wschód od dzisiejszej zapory). W nowo powstałej placówce naukę rozpoczęło 49 chłopców i 43 dziewczyny z całej Tresnej oraz z Czernichowa urodzonych w latach 1898-1904.

### Okres międzywojenny
Po odzyskaniu przez Polskę niepodległości w listopadzie 1918 roku z racji panującej w kraju wojny dla Tresnej nastąpiły lata skrajnej biedy. Tylko niewielki odsetek mieszkańców pracował w przemyśle w Bielsku i Białej, większa część ludności utrzymywała się z roli, pasterstwa oraz sprzedaży mioteł brzozowych, które dostrzec można było nawet na targach w Kętach. W tym okresie wielu mieszkańców wyemigrowało do Ameryki lub wyjechało okresowo do Niemiec.
W 1923 roku stanowisko nauczyciela w szkole powierzono Janowi Prochotowi, który kierował szkołą przez blisko 35 lat (1930-1965). Z jego inicjatywy wybudowano w 1935 roku nową szkołę w Czernichowie, służącą mieszkańcom obu wsi. W 1929 roku w Tresnej były 134 domy, które zamieszkiwało 781 mieszkańców.
Chlubą przedwojennej wsi był również okazały most wybudowany w 1936 roku, przy okazji budowy zapory w Porąbce i modernizacji drogi Kęty – Żywiec. Most wysadzili hitlerowcy 7 lutego 1945 roku, wycofując się przed wojskami sowieckimi.

### II wojna światowa
W 1939 roku w całej Polsce można było odczuć atmosferę nadciągającej wojny. Na Żywiecczyźnie zorganizowano Batalion Obrony Narodowej „Żywiec” powołując żołnierzy rezerwy m.in. z Tresnej. Po klęsce wrześniowej wielu późną jesienią wróciło do domów, choć niektórzy walczyli dalej m.in. w 1944 roku w bitwie o Monte Cassino razem z armią Andersa.
Jesienią 1939 roku Żywiecczyzna została włączona w granice Rzeszy, nastały ponure lata okupacji. Administracja niemiecka zajęła największy budynek w Tresnej, zbudowaną w latach 1934-1935 willę Franciszka Prochota. Dodatkowo szkoła musiała przenieść się do starej karczmy Wojciecha Klisia. Niemcy wprowadzili surowe zakazy kontyngentowe, ewidencję bydła i wiele innych zakazów, utrudniających życie mieszkańców. W 1942 roku okupant rozpoczął akcję „Saybusch” polegającą na przesiedleniach ludności polskiej do Generalnego Gubernatorstwa oraz wprowadzania do ich domostw osadników niemieckich. Ludności polskiej groziło również przewiezienie na roboty do Niemiec. Wszelki sprzeciw wobec zarządzeń niemieckich stanowił zagrożenie wywózki do obozu koncentracyjnego KL „Auschwitz”. Niewielka część mieszkańców Tresnej, niestety właśnie tam zakończyła swoje życie. Wedle zapisków Józefa Pszczółki, żaden mieszkaniec wsi nie podpisał niemieckiej listy narodowościowej (tzw. Volkslisty).
Z początkiem lutego 1945 roku wojska sowieckie zbliżyły się do granic wsi, gdzie po kilkudniowych walkach z Wermachtem wyzwoliły wieś. Długotrwałe walki o miasto Żywiec wymogły ewakuację mieszkańców Tresnej do Porąbki i Międzybrodzia Żywieckiego. Pozostawiony przez Niemców (i nie tylko) sprzęt szybko stał się łupem żołnierzy radzieckich. Początkiem kwietnia mieszkańcy wrócili do swoich domów.

### Lata powojenne

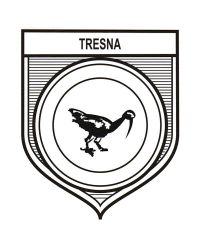
Herb sołectwa Tresna

Po II wojnie światowej we wsi również nastąpił okres biedy, brakowało zwłaszcza żywności i koni do pracy. Część mieszkańców pracowała w zakładach sukienniczych i metalowych w Bielsku i Białej, sławę zdobyły produkowane przez mieszkańców Czernichowa i Tresnej miotły brzozowe. W 1955 roku wprowadzono większą ilość połączeń autobusowych m.in. przez Tresną, dzięki czemu mieszkańcy mogli dojeżdżać do pracy bądź też szkół w Żywcu. Rok później rozbudowano szkołę w Czernichowie, zwiększając liczbę sal lekcyjnych.
Z początkiem lat pięćdziesiątych wybudowano w Tresnej remizę Ochotniczej Straży Pożarnej, gdzie organizowano zabawy taneczne, okraszane muzyką miejscowej orkiestry dętej W 1955 roku Tresna stała się siedzibą Gromadzkiej Rady Narodowej, której pierwszym przewodniczącym został mieszkaniec Tresnej Józef Góra.
W 1952 roku przeprowadzono pierwsze odwierty pod planowaną zaporę wodną w Tresnej. Dwa lata później uruchomiono Urząd Pocztowy w Tresnej. Inwestycja w budowę zapory pozwoliła przeprowadzić w Tresnej modernizację lokalnych dróg, elektryfikację wsi oraz w późniejszym czasie budowę ośrodków wczasowych nad nowo powstałym Jeziorem Żywieckim.
W 1973 roku Czernichów stał się siedzibą gminy, należącą już dwa lata później do województwa bielskiego. W 1994 roku dzięki ofiarności mieszkańców Czernichowa i Tresnej wybudowano kościół parafialny pod wezwaniem Matki Boskiej Częstochowskiej, którego pierwszym proboszczem jest ks. Władysław Kubasiak.

## Turystyka
Powstanie w 1966 roku Jeziora Żywieckiego otworzyło przed miejscowością zupełnie nowy etap rozwoju – Tresna stała się typową miejscowością turystyczną. W latach 70 we wsi powstały ośrodki turystyczne m.in. ośrodek kopalni węgla KWK Wieczorek „Żeglarz”, „Katowice” oraz ośrodek zakładów tłuszczowych Margaryna. Okres prosperity turystycznej i powstawania nowych obiektów noclegowych zakończył się wraz z transformacją ustrojową początku lat 90. XX wieku, kiedy placówki dla górników przestały otrzymywać należyte finansowanie, co było m.in. przyczyną całkowitego upadku ośrodka „Katowice”, z którego w chwili obecnej pozostały same fundamenty.
Mimo przejściowych problemów, dzisiejsza Tresna wciąż może pochwalić się dość dużą, jak na tak małą miejscowość ofertą turystyczną. Ogółem wieś oferuje około 300 miejsc noclegowych, zazwyczaj bezpośrednio przy nabrzeżu Jeziora Żywieckiego. Położenie wsi jest na tyle zróżnicowane, iż z pewnością odnajdzie się tu osoba kochająca piesze wędrówki po górach, jak również wielbiciel sportów wodnych.
Przez wieś przebiega niebieski  szlak turystyczny z Lipnika biegnący do Przełęczy Cisowej przez Czupel i Magurkę Wilkowicką.

## Atrakcje turystyczne
- Drewniana dzwonnica w Tresnej – wybudowana w przysiółku Kremple w roku 1933 na placu ofiarowanym przez Jana Hankusa i Józefa Krępla. Dzwon, zakupiony rok przed wybudowaniem obiektu, zabrali hitlerowcy w czasie II wojny światowej, jednak już w 1947 roku za 850 tysięcy ówczesnych złotych zakupiono nowy dzwon. Obiekt był kilkakrotnie remontowany, ostatnia renowacja staraniem władz sołectwa miała miejsce w 2013 roku. Dzwonnica ma konstrukcję słupową, jest obita deskami pomalowanymi farbą ochronną. Czterospadowy dach namiotowy pokryty jest blachą. Wewnątrz dzwonnicy znajduje się kapliczka z ołtarzykiem i amboną, całość może pomieścić nawet kilkanaście osób.

- Zapora w Tresnej – zapora wodna na rzece Sole, największy symbol turystyczny Tresnej. Została ukończona w 1966 roku. Jest określana jako ziemno-narzutowa z rdzeniem glinianym. Długość korony zapory wynosi 300 metrów, natomiast szerokość około 10 metrów. Do budowy zapory wodnej użyto głównie materiałów miejscowych, w tym gruboławicowych piaskowców godulskich i żwiru. Zapora posiada trójprzewodowy upust denny, co pozwala uzyskać przepustowość 730 m³/s. Dodatkową przepustowość 841 m³/s umożliwia trójprzęsłowy wlot, którym jest odprowadzany nadmiar wody na przelew powierzchniowy z bystrzem.